# مجلة دراسات الإعاقة الأدبية والثقافية
المجلة الدورية لدراسات الإعاقة الأدبية والثقافية، هي مجلة أكاديمية تغطي المساهمات الثقافية ووعلى وجه الخصوص الأدبية الخاصة بالإعاقة، وتحتوي على مجموعة متنوعة من التحليلات النصية المستندة إلى نظرية الإعاقة، تحديدا، تجارب الإعاقة. تأسست في عام 2006 وتم إطلاقها في المؤتمر الافتتاحي لشبكة أبحاث دراسات الإعاقة الثقافية، جامعة ليفربول جون مورس، 2007. ثم انتقلت إلى مطبعة جامعة ليفربول في عام 2009.
رئيس التحرير يدعى ديفيد بولت (جامعة ليفربول هوب).

## روابط خارجية
- الموقع الرسمي
- النسخة المطبوعةISSN 1757-6458
- نسخة الإنترنت:ISSN 1757-6466